# Papa Clement al IX-lea
Papa Clement al IX-lea (Giulio Rospigliosi) (n. 28 ianuarie 1600, Pistoia, Toscana, Italia – d. 9 decembrie 1669, Roma, Statele Papale) a deținut funcția de papă între anii 1667-1669.